# 乱鴉の饗宴
『乱鴉の饗宴』（らんあのきょうえん、A Feast for Crows）は、ジョージ・R・R・マーティン著のファンタジー小説シリーズである『氷と炎の歌』の第4部である。
もともとは第5部である 『竜との舞踏』 と合わせて一冊の本になる予定であったが、長大になりすぎたために二つに分けられた。第4部と第5部は時系列で前後半に分けられているのではなく、登場人物や場所によって二つに分けられており、第4部はおもに七王国における内戦を描く。
おもに本書と第5部を原作として、HBOのドラマシリーズ『ゲーム・オブ・スローンズ』の第5および第6シーズンが制作されている。

## あらすじへの手引き
『氷と炎の歌』シリーズは、中世ヨーロッパを思い起こさせるが、魔法が実在し、ひとつの季節が何年も続く架空の世界を舞台とし、混乱の中にある帝国の玉座を巡る争いを追いかける。物語には三つの筋がある。ウェスタロス大陸における〈鉄の玉座〉を巡っての内戦、ウェスタロス北部の〈壁〉における極北からの侵略との戦い、そして東の大陸エッソスにおける、ターガリエン家の〈鉄の玉座〉復帰を目指す探求である。第4部『乱鴉の饗宴』と第5部 『竜との舞踏』はともに第3部『剣嵐の大地』の出来事に続くものであり、並行して起きた出来事を語る。第5部『竜との舞踊』が〈壁〉のジョン・スノウ、北部のシオン・グレイジョイ、エッソス のデナーリス(デーナリス)・ターガリエンを中心に描くのに対し、第4部は主にウェスタロス南部の内乱を描く。

## あらすじ
本シリーズの第1部から第3部には岡部宏之による旧版と、酒井昭伸による新訳語を用いた改訂新版が存在し、両版の間では多くの名称の日本語訳が変更されているため、以下においては新訳語を用い、最初に使用された箇所では括弧内に旧訳語を示す。第4部である本作は当初から酒井訳であり、新訳語を用いた版しか存在しない
〈五王の戦い〉は終わりを迎えようとしている。王を自称した4人はすでに死去し、残るスタニス(スタンニス)・バラシオンは〈壁〉の救援に去っている。〈壁〉ではジョン・スノウが〈冥夜の守人〉(〈夜警団〉)の総帥(司令官)になる。タイウィンを殺したティリオンは王都から逃げ出している。少年王トメン(トンメン)・バラシオンの摂政となったサーセイは自壊への悪循環にはまり始める。
サンサ・スタークはアリンの谷間で、妻のライサ(リサ)・アリンを密かに殺害して権力を握ったピーター・ベイリッシュ(ベーリッシュ)に守られている。ドーンは密かに反乱を企み、鉄諸島の王となったユーロンはデナーリスとの同盟を謀る。

### 七王国において

#### キングズランディングにおいて
サーセイには、権力を掌握する陰謀の才があるが、王国を運営する能力には欠けている。サーセイの統治を特徴づけるのは、無能だが忠実な家来を周りに集める極端なえこひいきである。さらに悪いことに、サーセイはタイレル(ティレル)家、とくに少年王トメンと結婚したマージェリーへの不信感を強める。失踪した弟ティリオンが子供たちと彼女自身を殺すという予言を信じ、サーセイはアルコールへの依存度を深めていく。膨大な負債を抱え、ブレーヴォス(ブラーボス)の〈鉄の銀行〉への返済を拒否したため、ウェスタロスに金融危機が訪れる。七神正教(〈七柱の神々〉の宗教)に借財を免除してもらうため、サーセイは教団の軍事組織〈戦士の子ら〉の復活を認める。教団は再武装によって王の権威に服さなくなるが、サーセイは新たな問題を作ってしまったことに気づかない。教団を使ってマージェリーを姦通の冤罪に陥れるが思うように運ばず、教団の新指導者は、サーセイ自身を姦通その他の罪で投獄する。

#### リヴァーランドにおいて
サーセイの双子の弟であり、かつては愛人でもあったジェイミー(ジェイム)はリヴァーランドに旅し、当地に秩序と王権の支配を復活させようとする。ジェイミーはサーセイと疎遠となり、過去の過ちを振り返り、自らの名誉について考え始める。サーセイが不適当な騎士をエリート集団である〈王の盾〉 (近衛騎士団)に昇進させたため、ジェイミーは〈王の盾〉の状態を深く憂慮する。ラニスター家に反抗する最後の砦であるリヴァーラン城が無血で開城した後、王都に戻り決闘裁判で自分のために戦ってほしいというサーセイの手紙を受け取る。しかしながら、ジェイミーはサーセイの陰謀についても知ることになる。サーセイは、〈王の盾〉のロラス・タイレルが殺されることを望み、スタニス軍の持つドラゴンストーンを速やかに落城させるように命じていた。ドラゴンストーンの砦は大虐殺とともに陥落するが、ロラスは煮え油でひどい火傷を負ってしまう。タイレル-ラニスター連合は崩壊の瀬戸際にある。サーセイが忠実な兵士たちを無駄死にさせ、ロラスを勝手に裏切ったことで、ジェイミーの心の最後の砦は崩れ、サーセイの手紙を焼却して無視することになる。
ブライエニー(ブリエンヌ)はサンサを探してリヴァーランド中をさまよい、破壊と悪行を目撃する。かつてティリオンの従士(従者)であったポドリック・ペインがついてくることに気づく。ポドリックが従士としての訓練を全く受けていないため、ブライエニーは心得を教えることにする。ブライエニーはまた、レンリーが殺される前にブライエニーとともにいた騎士であるサー・ハイルと出会う。サー・ハイルはブライエニーがレンリーを殺してないと信じて同行し、ブライエニーの戦いぶりを目にする。ブライエニーはサムウェル・ターリーの父ターリー公にも会うが、見下され侮辱される。一行は〈旗標なき兄弟団〉(〈旗のない結社〉)に囚われる。〈旗標なき兄弟団〉は、骸として蘇ったキャトリン(ケイトリン)・スタークあらため〈石の心〉が率いており、ブライエニーに裏切られたと誤解して死を宣告する。ジェイミーを見つけ出して殺せば命を助けると告げられるがブライエニーは拒否し、仲間たちと共に吊るされる。だが縄が首を締め付けた時、ブライエニーはある言葉を叫ぶ。

#### 高巣城(アイリー)において
高巣城では、サンサがピーター・ベイリッシュの私生児アレインであることを装い、幼いロバート・アリンと親しくなって家を切りまわし、宮廷政治の手ほどきを受ける。ベイリッシュはアリン家の旗主(旗手)達を慎重に操り、谷間の守護代の地位も安定に向かう。ベイリッシュはロバートの世継ぎであるハロルド・ハーディングとサンサを婚約させる。病気がちのロバートがまもなく死ぬと見込み、サンサが谷間の勢力の後ろ盾でウィンターフェルへの権利を主張できるようにするためである。

#### 鉄諸島において
鉄諸島においては、ベイロン・グレイジョイの後継ぎを決定するため、弟のエイロン・〈濡れ髪〉・グレイジョイ(エロン・〈湿り髪〉・グレイジョイ)が選王集会を招集する。ベイロンに追放されていた弟の〈鴉の眼〉ユーロン・グレイジョイはドラゴンを操り、ウェスタロス全土を征服すると約束する。弟のヴィクタリオン・グレイジョイやベイロンの娘のアシャ・グレイジョイとの激しい競争の末、ユーロンが王に選ばれる。鉄諸島の艦隊は河間平野のマンダー川河口にある盾諸島を攻撃し占領して、タイレル家を圧迫する。さらにユーロン王は、デナーリス・ターガリエンに求婚するため、ヴィクタリオンを代理として東方に向かわせる。だが反逆の野心を隠すヴィクタリオンは自らの妻にしようと謀る。

#### ドーンにおいて
ドーンでは、オベリンの私生児の娘たちである〈砂蛇〉(〈砂の蛇たち〉)が、父の死の復讐を求めてプリンス・ドーラン(ドラン)と対立する。〈砂蛇〉は父の槍の毒に侵されて瀕死のグレガー・クレゲインの首だけでは満足せず、戦争を望む。平民を扇動したことを理由にして、ドーランは〈砂蛇〉を監禁する。
ドーランの娘アリアン(アリアンヌ)・マーテルは〈王の盾〉のサー・アリス・オークハートを誘惑し、ミアセラ・バラシオンをウェスタロスの女王として即位させようとするが、父ドーランによって挫折させられる。ミアセラの顔には深い傷が残り、アリス・オークハートは死に、ラニスター家および〈鉄の玉座〉との同盟は危機に陥る。かつてドーランの妹エリアを暴行して殺したと認めたグレガー・クレゲインの首を持って、〈王の盾〉の騎士がドーンに向かっている。ドーランはアリアンに、精妙な復讐の計画を長年にわたって温めていたこと、アリアンの弟クェンティンが"炎と血"を持ち帰るために東に向かっていることを漏らす。

### 東方において
サムウェル・ターリーは、〈冥夜の守人〉のメイスター(マイスター)となり、〈異形〉(〈異形人〉)についての知識を学ぶために、新任の総帥(司令官)ジョンによってオールドタウンの〈知識の城〉(大城砦)に送られる。メイスター・エイモン(エーモン)、〈冥夜の守人〉の一員のダレオン、そして〈野人〉の女ジリとその息子とともに旅する。サムはジョンの変革について疑問を持つが、メイスター・エイモンは、サムがジョンを総帥に押し上げた時に既に変革が始まっていたのだと諭す。一行はブレーヴォスに着くが、エイモンが健康を害したために次の船に乗りそこない、ダレオンは使命を放棄する。この地で、知らぬままにサムはアリア・スタークである〈運河の猫〉に接近している。サム、エイモンそしてジリはオールドタウンへの船旅を再開する。エイモンはドラゴンを持つデナーリスが人類の救世主であると考え、〈知識の城〉はメイスターを派遣してデナーリスを導かなくてはならないと語るが、航海中に死ぬ。オールドタウンに着いたサムはメイスターの見習いとなり、メイスター・マーウィンはデナーリスを導くために旅立つ。
アリアは、ブレーヴォスにたどり着き、〈顔のない男たち〉として知られる暗殺者の寺院〈黒と白の館〉に落ち着く。見習いとなり、自己を持たない〈顔のない男たち〉の技と信仰を学ぶ。ジョンにもらった剣〈針〉(〈ニードル〉)を除くすべての持ち物を水に投げ込み、〈運河の猫〉と名乗る。〈誓約の兄弟〉と〈冥夜の守人〉の誓いの両方を捨てたダレオンを殺し、翌朝に〈黒と白の館〉に戻る。罰として暖かいミルクのグラスを渡され、翌朝目覚めた時には盲目となっている。

## 視点人物
物語は12人の登場人物に加えて、以前の物語と同様に、プロローグでは一人のマイナーな人物の視点から描かれる。各章には視点人物の名前、あるいはその別称がつけられている。
- プロローグ：ペイト、オールドタウンのメイスターの見習い
- サーセイ・ラニスター、摂政太后
- エイロン・”濡れ髪”・グレイジョイ、"預言者"、"溺神の使徒"、〈溺神〉の祭主(〈溺れた神〉の司祭)
- サー・ジェイミー・ラニスター、〈王の盾〉の総帥
- アリオ・ホター、"衛士長"、ドーンのプリンスであるドーラン・マーテルの護衛隊長
- アリア・スターク、"運河の猫"、〈黒と白の家〉の〈顔のない男たち〉によって訓練を始めている
- サンサ・スターク、ピーター・ベイリッシュの私生児の娘アレイン・ストーンであると偽っている
- サムウェル・ターリー、〈冥夜の守人〉の誓いを立てた〈誓約の兄弟〉
- プリンセス・アシャ・グレイジョイ、"クラーケンの娘"、鉄諸島のベイロン王の娘
- プリンス・ヴィクタリオン・グレイジョイ、"鉄の海将"、"掠奪者"、ベイロン王の弟
- ブライエニー、〈タースの乙女〉、不自然なほどに巨躯で筋肉質の若い女性、サンサとアリアを探している
- サー・アリス・オークハート、"背徳の騎士"、〈王の盾〉の一員
- プリンセス・アリアン・マーテル、"女王擁立者"、"塔の中の姫君"、プリンス・ドーランの娘

## 日本語版
- 『乱鴉の饗宴』（ハヤカワ文庫版 上下巻）、酒井昭伸訳、早川書房
  - （上巻) ISBN 978-4-15-011887-7、2013年1月25日刊行
  - （下巻） ISBN 978-4-15-011888-4、2013年1月25日刊行
- 『乱鴉の饗宴』（Kindle版　上下巻） 酒井昭伸訳、早川書房、2013年4月26日刊行
  - （上巻)　
  - （下巻）

### 絶版
- 『乱鴉の饗宴』（上下巻） 酒井昭伸訳、早川書房版
  - （上巻） ISBN 978-4-15-208939-7、2008年刊行
  - （下巻） ISBN 978-4-15-208940-3、2008年刊行

## ドラマ
本作と第5部『竜との舞踏』に基づいてドラマ『ゲーム・オブ・スローンズ』の第5、第6シーズンが制作されたが、ストーリーラインの差異はさらに広がっており、主に次のような相違点がある。
- 本作にないストーリーとしてジェイミーのリヴァーランドがミアセラを救うためにブロンとともにドーンに旅する。
- サンサはウィンターフェルに戻って、ハロルド・ハーディングではなくラムジーと結婚する。ブライエニーはサンサを見かけて追い、〈石の心〉は登場しない。
- 鉄諸島のストーリーラインにヴィクタリオン・グレイジョイは存在しない。
- アリアン・マーテルとアリス・オークハートは存在せず、代わりにエラリア・サンドがラニスター家への復讐を図る。ミアセラ・バラシオンは顔に怪我を負わずにエラリアに毒殺される。トリスタン・マーテル、ドーラン・マーテル、アレオ・ホターもまた〈砂蛇〉に殺される。
- サムはブレーヴォスを経由せず、故郷のホーンヒルを通ってオールドタウンに行く。ダレオンを殺す代わりに、アリアはメイス・タイレルに同行してブレーヴォスに来たマーリン・トラントを殺す。